# گهلوایلر
گهلوایلر (به آلمانی: Gehlweiler) یک شهر در آلمان است که در راین-هونسروک واقع شده‌است. گهلوایلر ۲۶۸ نفر جمعیت دارد.